# قوس كامبانوس
قوس كامبانوس هو نصب جنائزي روماني قديم يقع في بلدية إيكس ليه با، سافوا، رون ألب، فرنسا. شيد في القرن الأول الميلادي، وقد صنف على أنه أثر تاريخي فرنسي منذ 7 أغسطس 1890.

## تاريخ
وصل المستوطنين الرومان الأصليين الى إيكس لبيان (روماني: Aquae) في القرن الأول، بسبب وجود الينابيع الساخنة (انظر ثرمي). وهي مرتبطة إداريًا بمدينة فيينا، كان للمدينة مجلس بلدي ( من عشرة أعضاء).
امتلكت المدينة ثيرمات مهمة في وسط المدينة، وبجانبها، على الشرفة السفلية إلى الغرب، بني قوس كامبانوس الجنائزي وأسفل المصطبة الثانية بني معبد ديانا في المئة الثانية.
أقيم القوس في نهاية القرن الأول من قبل لوسيوس بومبيوس كامبانوس، أرستقراطي من جاليا ناربونينسيس [الإنجليزية]، وهو ثريً بارزً من اللوبروجيس [الإنجليزية] من مدينة فيين (التي كانت أكواي تابعة لها).
مع أن القوس يحمل نقوشًا على شرف عائلة كامبانوس (كان التمجيد الضخم للنخب وعائلاتهم من ابتكارات هذا العصر)، إلا أن وظيفة النصب التذكاري لا تزال غير معروفة.
يُعتقد أنه قوس جنائزي، ولكنه بعيد جدًا عن المقبرة الرومانية ولم تكن العادات الدينية الرومانية تسمح بالدفن داخل المدينة.
من ناحية أخرى، وضع القوس بطريقة توفر رؤية في اتجاه الحرارة، وممرا تحتها، وبالتالي فإن فكرة أن القوس هو بوابة مدينة هي الأكثر احتمالا. على الاغلب انها مستمد من حقيقة أن الحرارة والمعبد والقوس معاصرة.
أصبح القوس المنسي، المدخل إلى قاعة المحكمة في القرن السادس عشر، دمج لاحقًا في جدار إسطبل، ودُفن تدريجياً، إنقذ أخيرًا في عام 1821. وظل قائماً بعد تدمير فندق في عام 1867 كان يقع في منتصف ساحة مكان موريس مولارد الحديثة.

## بناء
يبلغ ارتفاع القوس 9.15 مترًا وعرضه 7.1 مترًا ولكن بعمق 75 سم فقط. يتم وضع كتل الحجر الجيري بدون ملاط. القبو الفردي هو قوس نصف دائري من 6 × 3.5 متر، يوجد تحته ممشى مرصوف.
يوجد فوق البرجين مظلل به قوس وإفريز من ثمانية منافذ ربما تحتوي على تماثيل نصفية. على الواجهة الغربية، نقشت أسماء أسلاف لوسيوس بومبيوس كامبانوس.

## أنظر أيضا
- قائمة أقواس النصر الرومانية [الإنجليزية]
- العمارة الرومانية القديمة

## روابط خارجية
- موقع المكتب الإقليمي لجرد التراث الثقافي لمدينة Aix-Les-Bains.